# غاري هاميلتون (لاعب كرة قدم)
غاري هاميلتون (بالإنجليزية: Gary Hamilton)‏ (27 ديسمبر 1965 بغلاسكو في المملكة المتحدة - ) هو لاعب كرة قدم بريطاني في مركز الوسط. لعب مع نادي ميدلزبره ودارلينجتون إف سى.

## وصلات خارجية
- غاري هاميلتون على موقع قاعدة بيانات كرة القدم.إي يو (الإنجليزية)